# Калинова вулиця (Сіверськодонецьк)
Калинова вулиця  — вулиця у Сіверськодонецьку довжиною 270 метрів. Починається від вулиці Юності. Закінчується на перетині з вулицею Зеленою. Забудована одноповерховими житловими будинками.